# 强迫症
强迫症（英語：obsessive-compulsive disorder, OCD），又称强迫障碍、强迫型焦虑障碍，是一种以反复出现的强迫思维或强迫动作为主要症状的精神障碍，DSM-Ⅲ和DSM-Ⅳ还认为强迫症属于焦虑障碍谱系，并称之为强迫型焦虑障碍。患者存在强迫观念和用于抑制强迫观念的强迫行为。强迫观念是一类具有侵入性的观念和想法的总称，例如炉子是否关闭、门是否锁好等，相较于正常人而言，这类观念和想法严重到会影响患者的正常生活，会导致明显的痛苦或焦虑，以至于患者必须通过强迫行为，例如检查炉子是否关闭、门是否锁好等仪式性动作来缓解强迫观念。
较为常见的强迫行为包括洗手、计算东西、检查门是否上锁、寄发一样的电子邮件、要求物品以特定方式摆放或排序，有些患者还可能会因为种种原因不愿意丢弃旧物品。如果患者尝试克服这些习惯，就会陷入强迫观念，以至于患者必须执行强迫行为以缓解强迫观念所带来的痛苦或焦虑。大部分的成人患者能意识到其行為並不合理。
强迫症的病因尚不明确，但有研究表明可能同创伤应激、遗传等因素有关，也有可能同焦虑症等精神疾病有关。并且，强迫症可能会增加患者自杀或自伤的几率。

## 名称
世界卫生组织《国际疾病分类》第11版（ICD-11）官方中文版称“强迫症”。在中国大陆，目前主要使用“强迫症”这一名称，也称强迫障碍，过去还有强迫性神经症的说法。在台湾，除“强迫症”外还有強迫疾患、强迫性障碍/病症、强迫性精神官能症等多个别名，乃至譯作沉溺。注意强迫症只是强迫相关障碍的一种，（尤其是称作“强迫障碍”等别名时）不能与“强迫相关障碍”疾病大类混淆。

## 病因及診斷

### 病因
强迫症的病因尚不明确，可能同生理、心理等多方面因素有关。同时也有研究认为，遗传因素也是引发强迫症的重要因素之一，而且儿童时期成长的经历和所受教育与强迫症发病密切相关。
有神经影像学研究表明，强迫症患者存在皮质-纹状体-丘脑-皮质环路脑结构和功能异常，也有研究表明，强迫思维型强迫症患者的大脑扣带回区域白质纤维完整性受损。此外，神经生化学研究还显示强迫症患者脑内的5-HT功能异常。
同时，有相关研究表明强迫症可能同创伤应激、遗传等因素有关，也有可能同焦虑症等精神疾病有关。

### 诊断
诊断强迫症应当由专业人士对患者进行系统的临床评估，通常涉及病史采集和精神检查、量表测评和实验室与脑影像学检查等。目前，较为常用的量表是耶鲁-布朗强迫症状量表。
对强迫症的诊断通常应当遵循ICD-10、ICD-11和DSM系列标准的要求。以DSM-5为例，诊断要求如下：228-229
- 存在强迫思维、强迫行为，或两者皆有；
- 强迫思维或强迫行为耗时；
- 症状不能归因为某种物质的生理效应或其他因素；
- 症状不能用其他精神障碍来解释。

## 治療及預防
治療時，需清楚患者是否因經歷了某件事件的刺激而造成創傷或童年時被虐而引致強迫症，而作治療前的研究，如因前者而引致強迫症，可以著重在心理上的治療，慢慢地抽離陰影及焦慮。其他治療包括行為治療，有時候會使用選擇性血清素抑制劑（Selective serotonin reuptake inhibitor, SSRIs）提供患者輔助。行為治療包括試圖將患者暴露在引起強迫行為的環境下，但同時也試圖抑制重複行為的發生。而部分對於有治療耐受性的患者，加上像是喹硫平等非典型抗精神病藥物，或許對治療會有所幫助，但同時也提升了副作用的風險。如果未接受治療，強迫症的症狀往往會持續數十年。

## 流行病學及社會文化
據估計，約有近2.3%的人，在一生中的某個時刻會被強迫症所困擾。每一年大約都有將近1.2%的人有強迫症的症狀，且並無特定地緣關係。一般來說，只有相當少的案例是在30歲以後發病，半數以上的患者，大都在20歲以前就出現症狀。強迫症並沒有性別差異。強迫症是世界上最常見精神問題中的第四位，其病發率跟氣喘及糖尿病同樣普遍，在美國每50個人就有一人可能是強迫症患者。

## 特征与症状

### 强迫观念

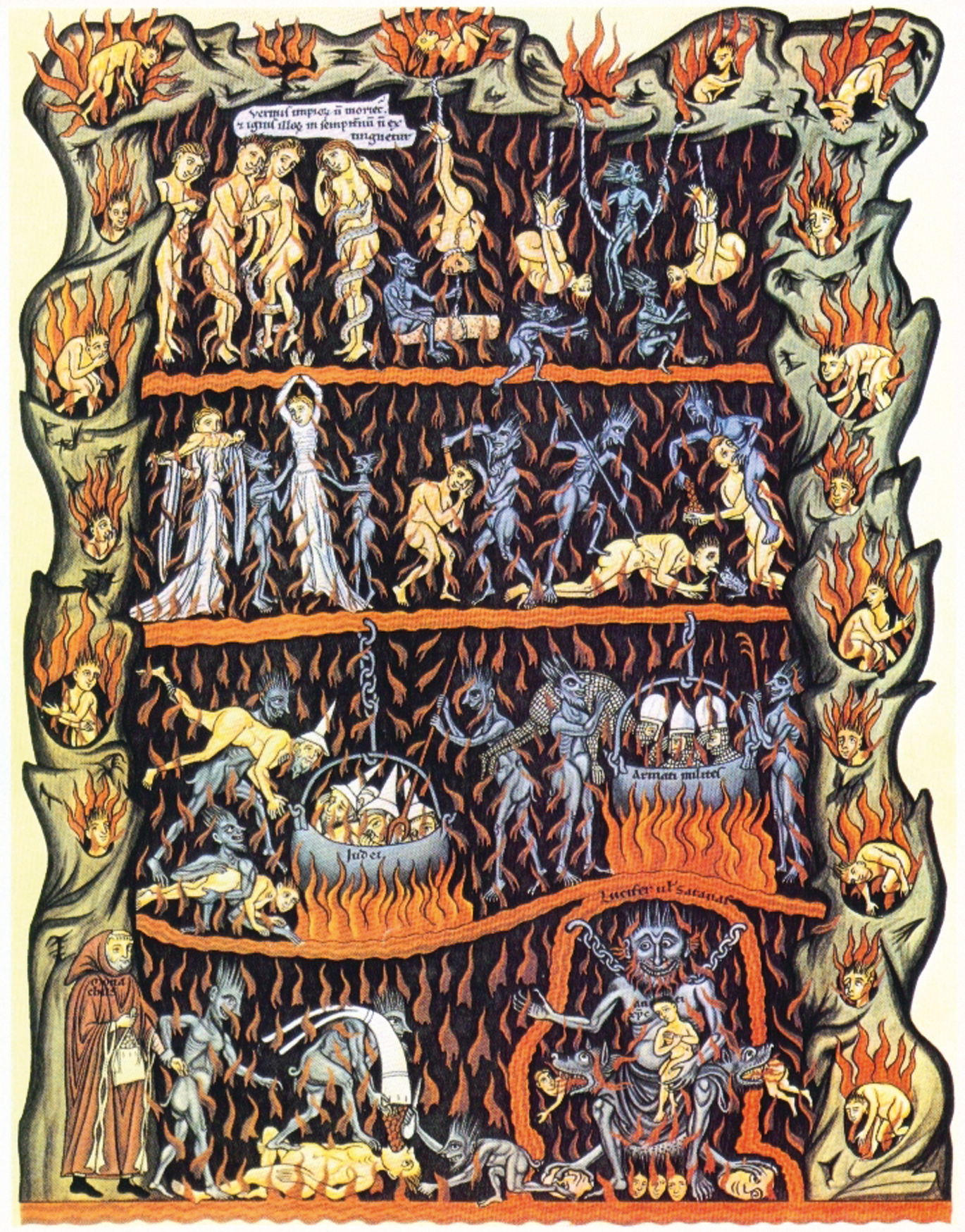
患有强迫症的人会面对可怕的闯入性意念，比如想到恶魔。

强迫观念（obsession）是指尽管强迫症患者努力去忽视或者面对，但还是以刻板形式反复出现、不断侵入患者思想的想法和观念（intrusive thought）。强迫症患者频繁地重复做某件事情（强迫行为）则是为了缓解由于强迫观念而产生的焦虑情绪。初期的强迫观念（闯入性意念）会因个人差异而在清晰程度与生动程度上有所不同。相对模糊的强迫观念包含了一种广泛的、杂乱不安的感觉，并伴随着一种如果这种不平衡持续存在则生活无法正常进行下去的信念。更为强烈的强迫观念则是一种濒死感的先占性想象。其他一些强迫观念则是担心其他人或物会有伤害患有强迫症的人或者是他们关心的人或事的可能性。
一些强迫症患者还会经历包含闯入性意念或与幻想性相关画面的性強迫觀念。其中幻想性相关画面对象可以是“父母、儿童、家人和朋友”，而相互之间的动作可以是“亲吻、抚摸”。其他一些闯入性意念，虽然许多“正常”人有时也会有一些令自己不安的与性相关的想法，但是对于强迫症患者，他们会给这些想法附加以异乎寻常的意义。比如，他们会对自己甚至周围的人的性取向的强迫性恐惧，就像大家的性别认同危机一样。而且，与之类似的问题如果一直困扰着强迫症患者，患者则会开始不确定自己是否会按照这些会招来麻烦的想法行事，而这又使他们产生自我批判或是自我厌恶的情绪。
强迫症患者知道他们的观念是与事实不符的，但他们又觉得自己必须要把自己的行为观点正常化。例如，一个有囤積病症状的人更愿意认为没有生命的物件也能有生物的感觉和权力，像这样他就可以理智地接受这个不理智的行为了。

#### 以强迫观念为主的强迫症
强迫症有时并没有明显的强迫行为。据研究者估计，别称“纯强迫症”（Pure-O），或以强迫观念为主的强迫症，在所有强迫症中所占比例为50％－60％。同时，它也被称为“强迫症中最具有挑战性、最令人头疼的类型”。这一类型的强迫症患者总会有“一些烦人的，讨厌的想法突然出现在脑海裡”，而且这些想法主要是害怕自己可能会做出一些不符合自己个性的事情，而且这些事情还可能对自己或者其他人有毁灭性的危害，而且它们还主要是一些有侵略性的或是与性有关的想法。
比起可以观察到的强迫行为，被这种强迫症亚型所困的人则是更多的实行隐蔽的、精神层次上的仪式，或是觉得需要避开能导致这些想法出现的场合和情况。即使是他们很重视自己的公共角色和个人角色，并在以前可以很好地履行这些角色，但由于需要避免导致强迫症的场合，他们会在履行自己的公共角色和个人角色时很艰难。此外，这些“避免”的行为会使一些不知道原由的人很困惑，就像在一个个案研究中，一位妻子就很困惑为什么自己的丈夫就是不愿意抱抱他们出生不久的孩子。与此同时，这些隐藏在脑海裡的精神斗争也会占据一个人一天当中的很长时间。

### 强迫行为

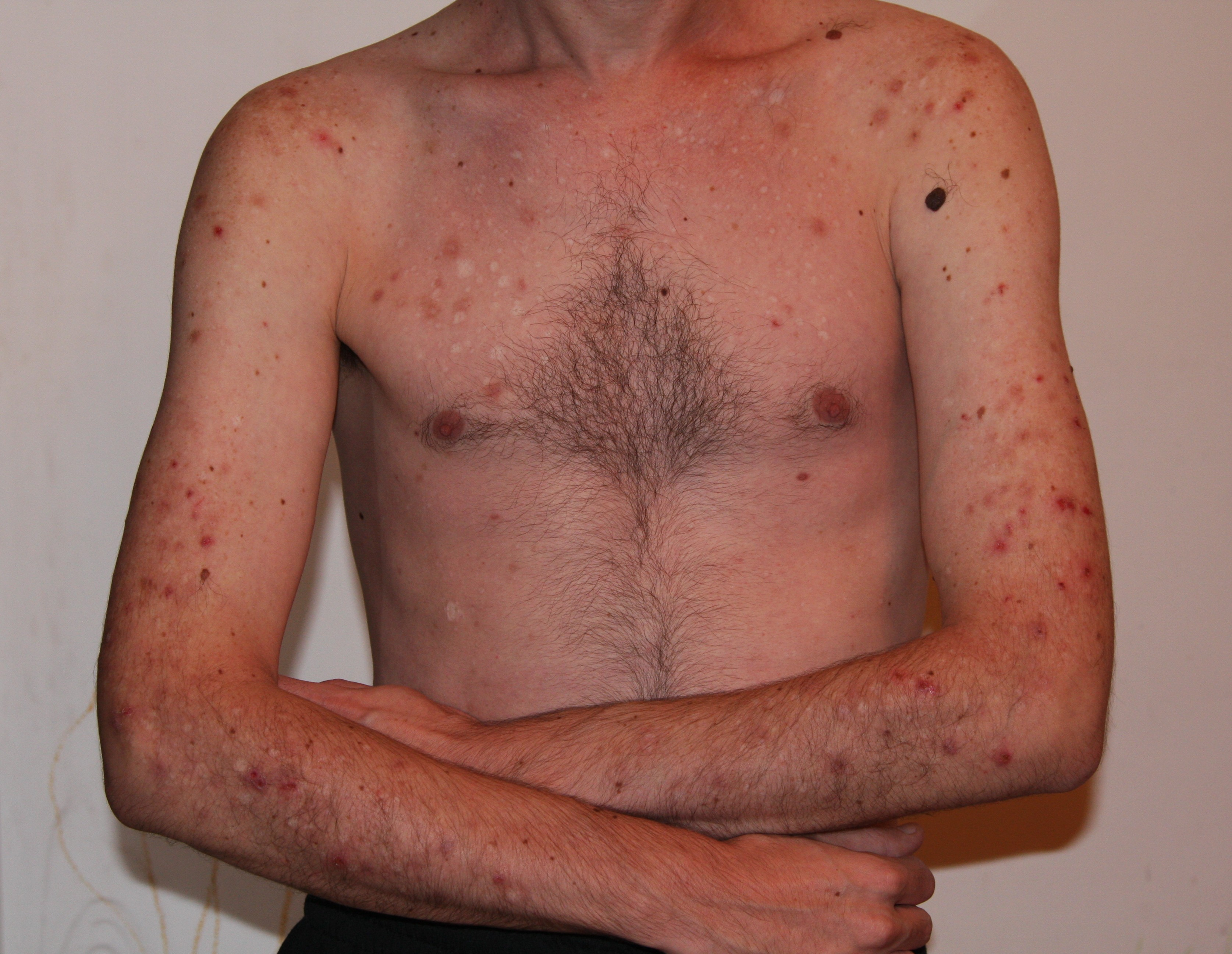
抓挠癖

强迫症患者做出强迫性的仪式性行为是因为他们莫名地觉得他们不得不这么做，也有一些患者这么做则是为了缓解因为特定的强迫观念而带来的焦虑感。他们会认为做这些动作可以从一定程度上防止可怕的事情发生或是把这些行为动作从他们想法裡剔除掉。在任何案例中，强迫症患者的逻辑都是非常奇怪或歪曲的，这常常会给予他们或是他们身边的人很大的痛苦。像是过度抓挠皮肤如抓挠癖或是拔掉毛发的拔毛癖和咬指甲的咬甲癖都属于强迫症的范围。虽然患有强迫症的个体意识到了他们的想法和行为是不理智的，但是他们就是需要这么做才能减轻强迫观念和行为给他们带来的恐慌和忧虑。
一些常见的强迫行为包括对特定的物体计数（比如楼梯）或以特定的方式计数（比如每间隔二就记一次），也有总是以异常关注数字或是模式的方式反复做其他的事情。反复的洗手、清嗓子、保证特定物品以直线摆放、反复检查是否在停车后锁车、以特定的方式规律事物、开灯后关灯，保证屋内的门一直都处于关闭状态、离开房间之前触摸某个物品特定的次数、反覆默唸特定內容、以特定的方式走路，比如只踩特定颜色的地砖或有规律地爬楼梯，比如总是以同一只脚结束上下楼的动作。
强迫症的强迫行为需要与以下疾病的行为动作相鉴别：运动障碍中的其他动作，如舞蹈症、肌张力障碍、肌阵挛；刻板性运动障碍中的动作或躁鬱症患者的行为动作；以及癫痫发病时的活动。研究显示，强迫症与抽搐相关障碍之间存在着显著的共病率。
强迫症患者依赖做强迫行为来缓解因强迫观念产生的不良情绪；然而，他们意识到这个效果只是暂时性的，闯入性的想法还是会反复出现。有些患者则用强迫行为来避免触发强迫观念的情况。虽然很多人会重复的做一些事情，但是他们做这些事情并不一定是因为强迫。比如习惯在某个特定的时间就寝、学习一项新技能以及宗教仪式都不是强迫行为。决定一个行为是强迫性的还是出于习惯、习俗是需要考虑这个行为产生的背景的。例如，每天整理排序DVD光碟8小时的人很有可能是影碟店裡的工作人员，但是这个情况出现在其他场合背景下就会显得不正常。也就是说，习惯是可以给一个人的生活带来效益的，但是强迫行为带来的效果却是破坏性的。
除了因强迫症带来的焦虑与害怕之外，患者会因为每天都还可能花费大量的时间做一些强迫行为而感到痛苦。在这种情况下，他们不能正常的履行自己应有的家庭、工作或是社会职责。在一些案例中，强迫行为甚至还会导致一些对患者不利的身体症状，比如不停使用抗菌香皂和热水洗手会让他们的手发红破皮而形成皮肤炎。

### 超价观念
某些强迫症患者会表现出“超价观念”。在一些案例中，患者真的不清楚那些导致他们强迫行为的害怕情绪是否正常。经过与他们对症状的讨论，虽然是有可能让他们相信那些害怕的情绪其实并不存在。然而在治疗初期，他们很可能不愿意合作，而导致实施暴露-反应阻断疗法会有些困难。而且在一些严重的案例裡，很难将患者的这些因为强迫症而产生的不可动摇的信念与思覺失調区别开来。

### 认知功能
一个2013年的元分析（meta-analysis）证实了强迫症病人有着轻微但是广泛的认知缺陷。这些缺陷从空间记忆到影响较小的言语记忆、言语流畅性、管控功能以及处理速度。不过听觉注意力并没有受到强迫症的显著影响。在这个研究中，对空间记忆的评估采取了柯西块敲击测验和Rey- Osterrieth复杂图形测验；而言语记忆则是通过测试延迟回忆的加利福尼亚词语学习测试和韦氏记忆量表中的逻辑记忆量表II来评价的；言语流畅性测试则检验了言语类别流畅性和字母流畅性；听觉注意力则是通过记忆维度测试来评估。连线测验的A部分则用来评价处理速度。同时，强迫症患者规划组织策略的能力也受到了损伤，主要表现在以下方面：编码信息、任务转移、运动神经抑制和认知抑制。

### 并发症
强迫症患者同时也会被诊断出其他症状，有些也是强迫症的症状，而有些则不是。比如前面提到的强迫型人格障碍、重性抑郁障碍、躁鬱症、广泛性焦虑症、神经性厌食症、焦慮症、神經性暴食症、妥瑞症、儲物症、注意力不足過動症、身體畸形恐懼症以及拔毛癖。在2009年的报告中指出强迫症伴随抑郁症的状况令人担忧，因为这一类患者有着高自杀的风险；超过50％的患者有自杀倾向并且有15％的患者已经尝试自杀。相比一般人群，强迫症患者还有更高的几率受到睡眠相位后移症候群的影响。此外，强迫症状严重的患者会持续的受到更为恶劣的睡眠障碍的影响。晚睡晚起，睡眠相位后移症候群的普遍化还有睡眠时间的减少和睡眠质量的下降在强迫症中都是常见的。
行为方面，有研究表明强迫症与药物成瘾之间也有联系。例如有焦虑障碍的人都会有较高的药物瘾风险（主要是作为对高焦虑情绪采取的应对方式），但药物成瘾在强迫症患者中却是一种强迫性行为以及应对机制。重性抑郁障碍在强迫症患者中也同样是一种相当普遍的症状。针对这一现象，Mineka、Watson和Clark（1998）提出了一个假设，强迫症患者（或是其他焦虑障碍的患者）觉得抑郁是因为他们有一种“失控”的感觉。
一些表现出强迫症症状的人并不一定就患有强迫症。呈现出强迫观念或是行为特征的动作也有可能是其他的症状，包括强迫型人格障碍（OCPD）、廣場恐懼症，或是其他可能有着执拗特征的障碍或情况，比如注意力缺陷多动障碍（ADHD）、创伤后应激障碍（PTSD）、躯体性障碍或是习惯问题，也可能是一些亚临床的症状表现。
有的强迫症的患者表现出典型的妥瑞氏综合症的症状：强迫行为表现为运动性抽搐，这样的现象被叫做“抽搐关联性强迫症”（tic-related OCD）或是“妥瑞氏强迫症”（ Tourettic OCD）。

## 诊断
心理治療師、精神科医師、临床社工或是其他一些有认证的心理健康专业机构可以做出正规的临床诊断。根据精神疾病诊断与统计手册（DSM），要满足对强迫症的诊断，一个人得有强迫观念、强迫行为或者二者兼具。2000年版的DSM列出了几个具有诊断显著性的强迫观念和强迫行为的特征表现。对于强迫观念，DSM描述了一下特点：反复发生并且持续存在的想法、冲动、或是导致明显焦虑或痛苦情绪的闯入性画面。这些想法、冲动或者是画面在一定程度上是不属于正常的需要关心或是担心的问题范围内的。而一个人会尝试忽视或是抑制这样的强迫观念，又或者将它与其他一些想法或行动中和，并且认为这些强迫观念是古怪的、不合理的。
强迫行为在以下情况下则达到了临床诊断的显著性：当一个人感觉自己受到驱使去做一些回应强迫观念的事情，或是按照某种规则严格地行事，并且这些行为让自己感到十分焦虑和痛苦。和一般人表现出来的类似强迫症的行为不同（比如把东西按照高度的顺序在储藏室裡放好），有临床诊断意义的强迫症是患者必须要做出这些行为，否者他们就会在心理上非常痛苦。这些行为或是心理活动是为了防止、减轻痛苦；或是避免某些可怕的状况发生。然而，在现实情况下，这些行为和他们所担心的事情是没有具体联系或者是反应过度的。此外，在某些情况下，患有强迫症的个体能够意识到他们的强迫观念或行为是过度反应的，不理智的。
而且，强迫观念或是行为必须是耗费时间的（每天超过一小时）或是损害到了个体的社会、职业、学业功能。在进行强迫症治疗之前和治疗之时，量化症状的严重程度和功能的损害程度是十分重要并且有帮助的。除了估计病人每天沉浸在强迫观念或行为中的时间，Fenske和Schwenk（2009）在他们的文章“强迫症：诊断与处理”中提出估量患者症状、情况的工具需要更加详细、具体。而这个目的可以通过评分量表来实现，比如耶鲁-布朗强迫症量表。根据这一类标准化的量表，精神检查可以做出更加准确的决定。

### 鉴别诊断
强迫症经常会与强迫型人格障碍这一独立的情况混淆。强迫症有自我失调的特性，就是说患者的强迫症状与自己的自我概念是不协调的。正是因为这些自我失调的障碍与自己的自我观念、意识相违背，才会导致很大的痛苦。强迫型人格障碍则与强迫症是相反的，有自负的特性。
强迫症的患者常常意识到自己的行为是不理智的，而且并不喜欢他们的强迫观念，但是又感觉受到迫使并饱受焦虑情绪的折磨。而患有强迫型人格障碍的病人正好相反，他们不会意识到有什么事情是不正常的。他们会为自己的行为作出解释，说明为什么它们是合理的，并且也很难说服他们让他们相信这些行为有不合理之处，同时他们更倾向于从他们的强迫观念和强迫行为中汲取快乐。
强迫症与赌博成瘾和贪食这一些行为不同。有着这些行为障碍的人起码可以从他们的行为中体会到愉悦的心情；但是强迫症患者则是不喜歡都要做出这些强迫行为，且不能从中体验到快乐。

## 治療方式
认知行为疗法和心理药物治疗是强迫症的首选治疗方法。其他疗法诸如心理动力学治疗，支持性心理治疗，森田疗法，内观正念疗法，转移注意力疗法，绝望疗法，改变环境疗法等也有相当程度的效果。现实生活中，许多人不寻求治疗的部分原因是不想因为强迫症而遭受来自身边社会污名。

### 治疗

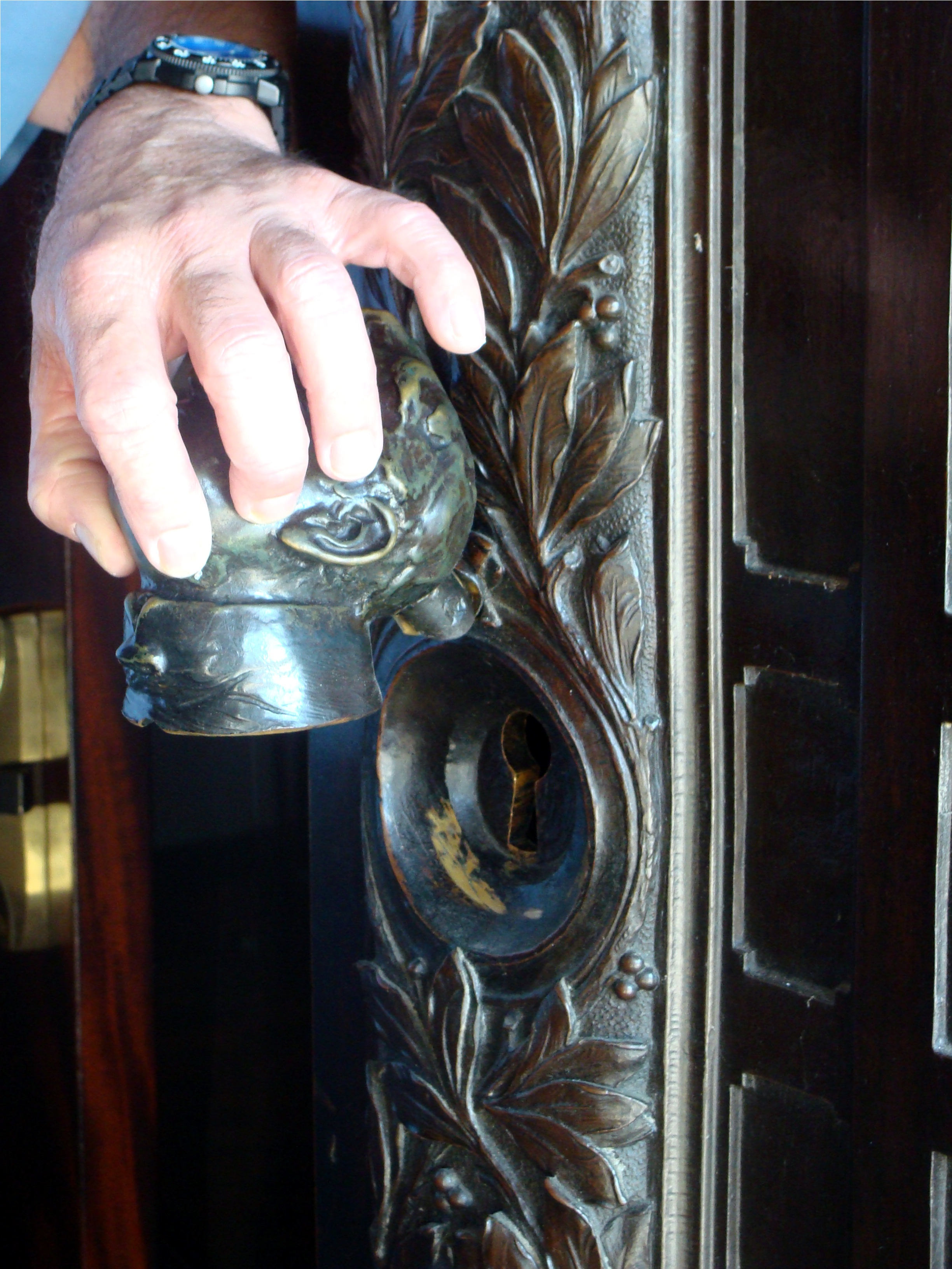
暴露与反应阻止疗法的一个例子就是只检查一次门是否关了

在行为/认知行为疗法中专门针对强迫症的疗法叫暴露与反应阻止疗法；这种疗法的介入可以帮助患者渐渐耐受不执行强迫性仪式行为而带来的焦虑感。首先让某人先接触一些只是被轻微“污染的”东西，例如，一片纸巾，这片纸巾受到污染是因为碰到了另外一片沾到过牙签末端的纸巾，而这根牙签曾经和一本在“受污染”区域（比如，学校）的书有接触。这就是疗法中的“暴露”；而“仪式行为的防止”就是“不清洗”。另一个例子则是在离开房间时只能检查是否锁门一次（暴露），然后不再回去重新检查（防止仪式行为）。参与治疗的人会很快地适应用以激发焦虑情绪的情景并且发现焦虑情绪也很大程度的下降了；这个时候他们就可以接触一些受到“污染”更严重的东西或是不再检查门是否上锁，然后，又一次不执行仪式行为——清洗或是检查。
证明暴露与反应阻止疗法疗效的证据已经很充分，它也被认为是治疗强迫症最有效的方法。但是，也有一些研究者怀疑且批评许多研究的质量可能不尽如人意。
同时，现在被广泛接受的方法是心理治疗合并精神类药物治疗，且认为这种方法比单独使用两者其中之一都要有效。不过，最近有研究指出合并治疗与单独使用认知行为治疗并没有在治疗结果上表现出显著的差异。

### 药物治疗

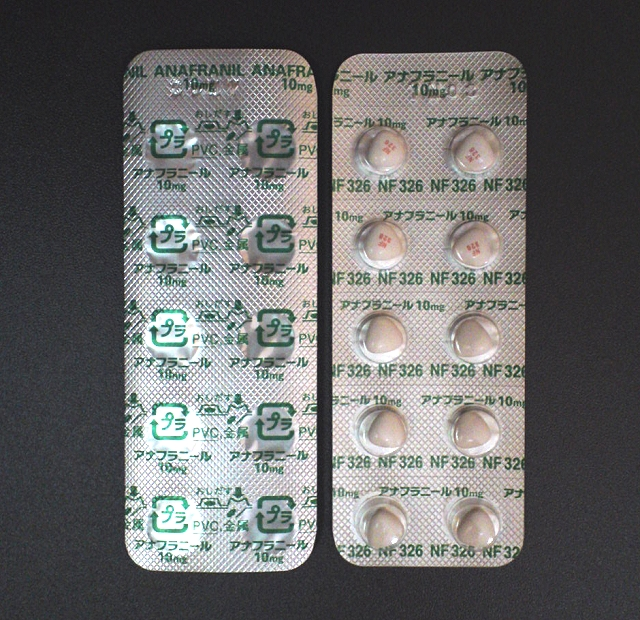
氯米帕明（Clomipramine）藥物，此品牌藥名為Anafranil。

最常被用來治療強迫症的藥物類別為选择性5-羟色胺再摄取抑制剂（selective serotonin reuptake inhibitors，簡稱SSRI）

氯米帕明（Clomipramine）是屬於三環類的抗憂鬱劑（tricyclic antidepressant）。這個藥物的作用與SSRI類似，但缺點是有較高比率出現副作用。

對於輕微的成人強迫症患者，SSRI是第二線的治療方式。在中重度強迫症的成人患者。SSRI則是第一線的治療方式。
 
對兒童來說，SSRI無論症狀強度，都可以被視為第二線療法且並密切觀查藥物是否對於兒童產生副作用。

SSRI類的藥物在治療OCD是十分有效的，因為在雙盲試驗中，服用SSRI的患者中，病情改善的人數大約是對照組（服用澱粉安慰劑）的兩倍。在短期（6-24週）治療試驗和持續28-52週的停藥試驗中均顯示療效。
英國傑出國家健康照護機構（National Institute for Health and Care Excellence）曾於2006年頒布指引，建議用抗精神病藥物（anti-psychotic）來治療那些服用SSRIs後症狀沒有改善的患者。

2010年的文獻顯示risperidone和quetiapine可能有效而olanzapine則證據不足。

一篇2014年出爐的回顧性論文發現，截至2014年，阿立哌唑（aripiprazole）在治療OCD上，短期內是有效的；
同時也發現，“一般而言短期使用利培酮或抗精神病藥物的效應較小”。然而，該篇論文的作者們發現「沒有證據顯示 quetiapine 或 olanzapine 比澱粉組成的安慰劑（placebo）來得更有效。」
研究发现非典型性抗精神科药物，如喹硫平，与SSRI合并使用对难治性的强迫症可能有效。然而这类药物的耐受性較差，对新陈代谢的副作用也限制了它们的使用。同时，单独使用非典型性抗精神科药物的療效不佳。

美國精神醫學會（American Psychiatric Association）的治療指引中提到，如患者已嘗試過其他更具有醫學證據支持的療法而未改善時，或許可考慮單獨使用右旋安非他命（dextroamphetamine）。

### 方法
一些案例研究已经发现电痉挛疗法对重度、难治性强迫症有疗效。
心理手术是在患者使用其他各种治疗手段均没有显著帮助的情况下得最后手段。手术会在大脑的扣带皮层造成手术创伤。一个研究的统计数据显示，30％参与这项手术的患者有了明显的改善。脑深层刺激手术和迷走神经刺激术都是可行的手术选择，它们不会对脑组织进行破坏。美国的食品和药物管理局赞成对强迫症进行脑深层刺激术的治疗，不过人道主义器械的豁免规定要求这一过程需要在有专家资质的医院中才能进行。
在美国，对强迫症的精神外科手术是作为在患者尝试过多种增加剂量乃至全剂量的药物治疗并且接受了数月集中的认知行为治疗伴暴露及仪式/反应防止治疗后仍无效果的最后治疗手段。同样，在英国，在合适的一系列的认知行为治疗实施开展之前是不能对患者进行精神外科手术的。

### 儿童
在儿童和青少年的强迫症患者的治疗中，心理学治疗对减少仪式性行为可能是有效的。家庭以行为观察和撰写报告的方式参与到治疗中来也被证实是治疗成功的关键因素。而家长的介入也能为孩子提供正向增强使他们用另一种合适的行为来代替强迫性的反应。一两年之后，孩子就能知道他/她强迫观念的性质并且习得合适的应对策略，这时，这个孩子就很可能有了更大的朋友圈子，不再那么害羞和自己批判了。
虽然年轻的强迫症患病群体的患病原因有很多方面，从脑部异常到心理的先占观念，但是像受到欺凌和创伤性的亲友死亡这类生活应激事件都可能是童年强迫症发病的影响因素。同时在治疗中了解这些应激源对疾病的治疗有着不可忽视的作用。

## 流行病学

2004年，每10万人中由强迫症带来的失能调整生命年的数量。
no data
<45
45–52.5
52.5–60
60–67.5
67.5–75
75–82.5
82.5–90
90–97.5
97.5–105
105–112.5
112.5–120
>120

大约2.3％的人群会在他们的一生中的某个时候受到强迫症的影响。症状通常不会发生在人的35岁以后，而是通常在20岁之间就开始了。影响比例男女相当。

## 预后
如行为、认知行为疗法和药物治疗一类的心理学干预可以使普通患者的强迫症状有实质性的改变，但是就算接受了足够的疗程，这些症状仍会维持在一个相对稳定的水平，想要有一个完全没有症状表现的阶段是很困难的。

## 历史
在14世纪到16世纪的欧洲，人们相信那些有亵渎神灵的、与性相关的、或是一些其他性质强迫观念的人是由于恶魔附身。基于这种推理，处理这种情况的方式则包括通过驱魔将“恶魔”从被“附身”的人的体内驱赶出来。
在20世纪10年代，西格蒙德·弗洛伊德将强迫症的原因归结于潜意识的冲突通过强迫症状来表现。弗洛伊德将一个典型的「触摸恐惧症」的临床历史描述为：在童年的早期，当一个人有很强烈的欲望想去触摸某件物品，而作为回应，这个人收到了“外界的禁止”，让他不能去碰那个物品，但是这种“禁止”却没能够彻底“停止”这种想触摸的欲望，于是他就只能压抑这种欲望，并且将其“压抑进自己的潜意识中”。

## 社会与文化

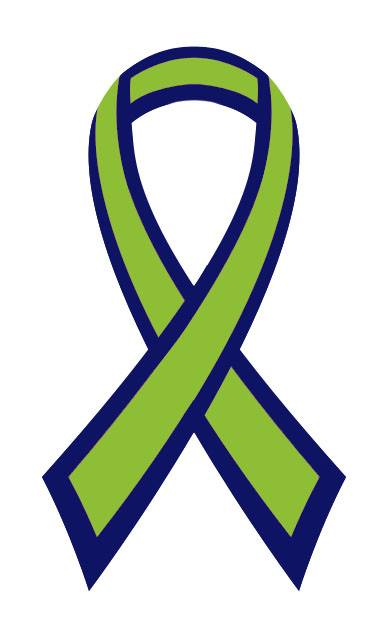
这一个丝带代表了拔毛癖和其他以身体为中心的重复性行为。这个丝带的概念由Jenne Schrader提出，颜色是在拔毛癖Facebook社群网上投票决定，官方的制作则是由拔毛癖学习中心在2013年的8月完成的。

在电影中和电视上时常描述一些像强迫症这样的疾病的理想化表现。而这些描述可以增加公众对这一类疾病的意识、理解和同情。
英国的诗人、散文家和词典纂写者塞缪尔·约翰逊则是被回溯诊断为强迫症的一位历史人物。他在跨过门槛的时候会做复杂的仪式性行为，并且重复的上下楼，数楼梯的台阶数。美国的飞行员和电影制作者霍华德·休斯的强迫症已被很多熟知。在他死后两年，休斯的不动产律师拜访前公司的雷蒙德·福勒（Raymond Fowloer）进行一次心理解剖，来确定休斯的心智和感情状况，以及帮助理解他心理障碍的愿意。Fowler说：“休斯的一生都害怕细菌的生长，所以他又强迫性的症状来使得细菌远离自己”。 他的一位朋友就曾经提到他对衣服上有微小瑕疵的强迫观念。
英国足球运动员大卫·贝克汉姆也已经说出了他也深受强迫症的折磨。他说他必须对他的所有衣服进行计数，而且杂志必须是以直线放好的。加拿大的喜剧演员、电视节目主持人，配音演员豪伊·曼德尔，因主持游戏竞赛节目一掷千金而著名。他在自传《這樣好了：不要碰我》（Here's the Deal: Don't Touch Me）中描写了强迫症和洁癖（害怕细菌）如何影响他的生活。美国的游戏竞技类节目主持马克·萨默斯所著的《物归其位：我对强迫症的试炼与征服》（Everything in Its Place: My Trials and Triumphs with Obsessive Compulsive Disorder）中也描述了强迫症对他生活的影响。

## 研究
自然生成的糖肌醇已经被建议可以作为一种针对强迫症的治疗方式。
據一篇2008年營養學文獻指出可提升血清素的胺基酸及聖約翰草可能對治療強迫症有幫助。
氢可酮和曲马多这类μ型阿片类受体也可以改善强迫症的症状。但是个人对阿片类制剂的运用管理是被严格控制和限制的。
SSRI类药物可以有效的治疗强迫症，氟西汀和舍曲林等抗抑郁药也是治疗强迫症的良药。有部分SSRI药物如舍曲林已在美国被批准用于治疗强迫症。
现在大量的研究致力于研制有治疗潜力的药剂，这类药剂的功能主要是影响神经递质谷氨酸的释放或是与它的受体绑定，包括利鲁唑等。

## 延伸阅读
- Abramowitz, Jonathan, S. . New York: Guilford Press. 2009. ISBN 0-06-098711-1.
- Schwartz, Jeffrey M.; Beverly Beyette. . New York: ReganBooks. 1997. ISBN 0-06-098711-1.
- Lee, PhD. Baer. . New York: Plume Books. 2002. ISBN 0-452-28307-8.
- Osborn, Ian. . New York: Dell. 1999. ISBN 0-440-50847-9.
- Wilson, Rob; David Veale. . Constable & Robinson Ltd. 2005. ISBN 1-84119-936-2.
- Davis, Lennard J. . University of Chicago Press. 2008. ISBN 978-0-226-13782-7.
- Emily, Colas. . New York: Pocket Books. 1998: 165. ISBN 067102437X.